# Hélicoptères de la Sécurité Civile

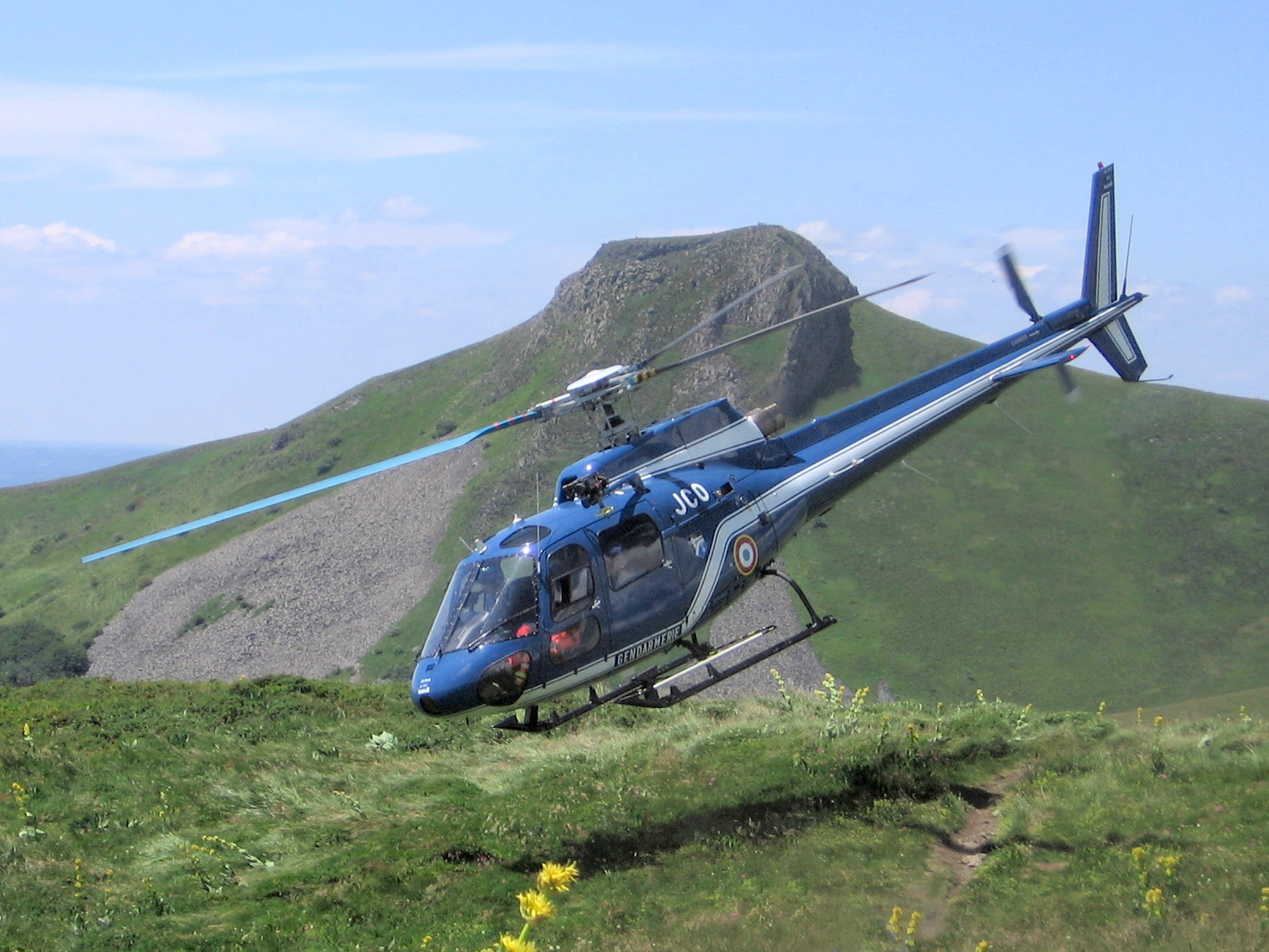
Ecureuil

De Hélicoptères de la Sécurité Civile (HSC) is de helikoptersectie van de Sécurité Civile (de Franse burgerbescherming). De HSC ondersteunt onder meer de Avions de la Sécurité Civile (ASC) bij de bestrijding van bosbranden in Zuid-Frankrijk.
De HSC beschikt over een:
- commando en logistiek centrum in de stad Nîmes.
- 22 helikopterbases verspreid over het land 
  - 31 Eurocopter EC 145 heli’s
  - 6 Alouette III heli’s
  - 5 Eurocopter Ecureuil 350B heli’s

De hoofdtaak van de HSC bestaat primair uit het redden van personen; daarnaast ook uit
- het verlenen van eerste hulp bij levensgevaar
- het uitvoeren van waarnemingsvluchten voor brandpreventie
- het verlenen van niet spoedeisende hulp
- het verlenen van technische ondersteuning aan de politie
- het onderhoud van de persoonlijke vaardigheden en van het materieel

Frankrijk is voor de HSC opgedeeld in operationele sectoren met hun eigen regionale uitvalsbasis waarop de diverse helikopters staan ingedeeld.  
Om zo snel mogelijk te kunnen reageren is iedere dag op alle bases vanaf 9 uur 's morgens tot zonsondergang een helikopter plus bemanning inzetbaar. Buiten deze uren is de bemanning op de basis beschikbaar om afhankelijk van de omstandigheden te worden ingezet. In principe betekent dit overdag inzet binnen de 30 minuten en bij duisternis binnen een uur nadat de bemanning is gebriefd (het is afhankelijk van het helikopter type maar bij duisternis mag en kan een helikopter niet altijd worden ingezet vanwege het gebrek aan navigatiemiddelen).